# Victoria Amelina
Viktoriia Yuriivna Amelina, cunoscută sub numele de Victoria Amelina, (în ucraineană Вікторія Юріївна Амеліна; n. 1 ianuarie 1986, Liov, RSS Ucraineană, URSS – d. 1 iulie 2023, Dnipro, Ucraina) a fost o scriitoare ucraineană. A fost autoarea a două romane și a unei cărți pentru copii, câștigătoare a Premiului Literar Joseph Conrad și finalistă a Premiului Uniunii Europene pentru literatură.

## Educație
Viktoriya Yuryivna Amelina s-a născut la Lviv la 1 ianuarie 1986. Ea a emigrat în Canada împreună cu familia la vârsta de paisprezece ani, apoi s-a întors în Ucraina la scurt timp după aceea. După ce a absolvit facultatea cu licență în informatică la Lviv, Amelina și-a început cariera în IT înainte de a deveni scriitoare și poetă în 2015.

## Operă
Din 2015, când a fost publicată prima sa carte Синдром листопаду, або Homo Compatiens (The Fall Syndrome: about Homo Compatiens), ea și-a dedicat timpul doar scrisului. Romanul ei de debut tratează evenimentele legate de Maidan în 2014; prefața a fost scrisă de Jurij Izdryk. Romanul a primit mai multe premii literare și a fost bine primit de criticii din Ucraina și din Europa.
În 2016, Amelina a publicat o carte pentru copii numită Хтось, або водяне серце (Cineva sau inima de apă).
În 2017, a publicat un roman Дім для Дома(Dom's Dream Kingdom) despre o familie a unui colonel sovietic care în anii 1990 locuia în apartamentul autorului evreu polonez Stanisław Lem.  Romanul a fost selecționat pentru premiul pentru literatură al Uniunii Europene în 2019.
Amelina a fost membră a PEN International. În 2018, ea a participat la cel de-al 84-lea Congres mondial PEN din India în calitate de delegată din Ucraina și a ținut un discurs despre regizorul ucrainean și prizonierul politic din Rusia Oleg Sentsov.
În 2022 a început să scrie și poezie. Proza și poeziile ei au fost traduse în engleză, poloneză, italiană, gernană, croată și numeroase alte limbi.

## Muncă de cercetare
După ce a început invazia rusă a Ucrainei, ea a lucrat ca cercetător în crime de război. În septembrie 2022, în timp ce făcea cercetări în regiunea Izium, ea a descoperit jurnalul de război al colegului scriitor ucrainean Volodymyr Vakulenko, care fusese ucis de forțele de ocupație.

## Viața personală și moartea
Începând din 2022 Amelina locuia la Kiev. La 27 iunie 2023 a fost rănită în timpul atacului rusesc asupra Kramatorsk, în timp ce lua masa la RIA Pizza. Amelina a murit din cauza rănilor în 1 iulie la Spitalul Mecinikov din Dnipro. Ea avea vârsta de 37 de ani.

## Scrieri
- «Синдром листопаду, або Homo Compatiens» (Discursus, 2014). ISBN: 9786177236091
- «Синдром листопаду, або Homo Compatiens» (Віват, 2015). ISBN: 9786176901716
- «Хтось, Або Водяне Серце» (Видавництво Старого Лева, 2016). ISBN: 9788771270372
- «Дім для Дома» (Видавництво Старого Лева, 2017). ISBN: 9786176794165
- Е-е-есторії екскаватора Еки [Архівовано 28 липня 2021 у Wayback Machine.] / Львів: Видавництво Старе24. ISBN: 978-617-679-924-5